# Black Friday (película de 2021)
Black Friday es una película de comedia de terror estadounidense de 2021 dirigida por Casey Tebo y protagonizada por Devon Sawa, Ivana Baquero, Ryan Lee, Stephen Peck, Michael Jai White y Bruce Campbell.

## Sinopsis
Unos compañeros de trabajo de una tienda de juguetes deben protegerse entre ellos de los compradores que se encuentran infectados por extraño parásito. 

## Reparto
- Devon Sawa - Ken
- Ivana Baquero - Marnie
- Ryan Lee - Chris
- Stephen Peck - Brian
- Michael Jai White - Archie
- Bruce Campbell - Jonathan
- Louie Kurtzman - Emmett
- Celeste Oliva - Anita
- Ellen Colton - Ruth
- Peg Holzemer - Angry Gran
- Mark Steger - Monstruo Angry Gran
- Christopher Mikael - Lou
- Stanley Bruno - Bircher
- Lonnie Farmer - Monty
- Ripley Thibeault - Lyla
- Matea Thibeault - Gracie
- Seth Green - Dour Dennis (voz)

## Producción
El 17 de noviembre de 2020, Bruce Campbell, Devon Sawa y Michael Jai White se unieron al elenco. El rodaje tuvo lugar entre el 16 de noviembre y el 16 de diciembre de 2020 en Boston, Massachusetts.